# JAP
J.A. Prestwich Mfg. Co., later J.A. Prestwich & Co. Ltd. was een motorfietsenfabrikant uit Northumberland Park, Tottenham, Londen. 

## John Prestwich
John Prestwich bouwde al op 14-jarige leeftijd een stationaire stoommachine. Twee jaar later kreeg hij enkele patenten voor de verbetering van verbrandingsmotoren op zijn naam en als 20-jarige was hij eigenaar van de J.A. Prestwich Manufacturing Company. 
In 1895 (hij was toen 21) ontstond de eerste kleine werkplaats in Tottenham. Daar maakte men wetenschappelijke apparatuur, elektrische apparaten en fototoestellen. 
In 1901 begon Prestwich een motor voor motorfietsen te ontwikkelen, maar het duurde tot 1903 voor deze in productie kwam. Het was een 293 cc blok met snuffelkleppen. In die tijd bouwde JAP ook zijn eerste eigen motorfiets. Men bleef motorfietsen bouwen tot 1908. 
De JAP-blokken waren inmiddels zo populair bij andere fabrikanten dat JAP alleen nog inbouwmotoren ging leveren. In de jaren '20 liep de vraag naar JAP-blokken sterk terug. New Imperial, OK Supreme en Matchless, de belangrijkste klanten, vielen weg (deels omdat ze zelf motorblokken gingen maken). Alleen AJW, Brough Superior en Cotton bleven als grote klanten over. 
In 1930 ontwikkelden Stan Greening en speedway-kampioen Wal Phillips een bijzondere motor voor speedwaymachines. Ook ging het bedrijf stationaire motoren zoals aggregaten bouwen. 
Na de Tweede Wereldoorlog kwamen er nieuwe JAP-blokken: een 125 cc tweecilinder-tweetakt en een 250 cc tweecilinder-viertakt. Deze laatste werd echter niet in productie genomen, net als een serie racemotorfietsen. 
In 1957, toen JAP samenging met Villiers, maakte men alleen nog industriemotoren.

## Alec Jackson
Alec Jackson, bekend van de Jackson Rotrax, kocht de naam JAP en bouwde tussen 1949 en 1966 een serie JAP-speedwaymotoren. 

## George Greenwood
In 1977 kocht George Greenwood de rechten weer van Jackson en bouwde in 1977 een speedwaymachine onder deze merknaam. De motorblokken die zowel door Jackson als door Greenwood werden gebruikt waren in principe nog steeds de 50 jaar oude JAP-speedwayblokken, waarbij alleen de boring/slag verhouding was gewijzigd van 80 x 99 mm tot 84 x 90 mm. 

## Spot- en bijnamen
Ninety bore (90 bore): JAP V-motor die rond de Eerste Wereldoorlog door verschillende merken (o.a. Brough Superior) werd ingebouwd. De motor had een slag van 76 mm, de boring was 90 mm

## Galerij

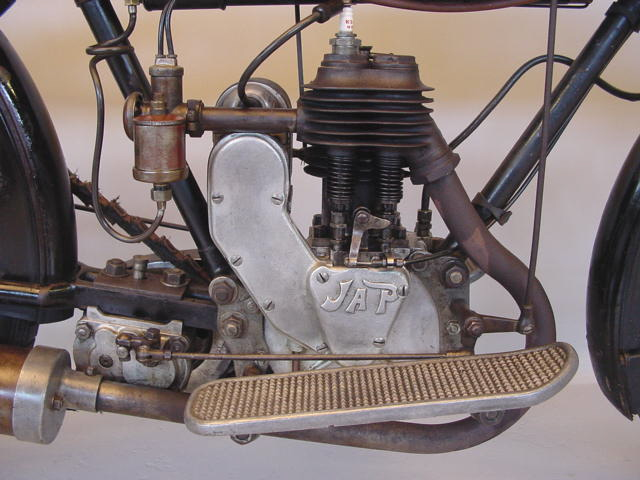
JAP 293 cc zijklepmotor uit 1915
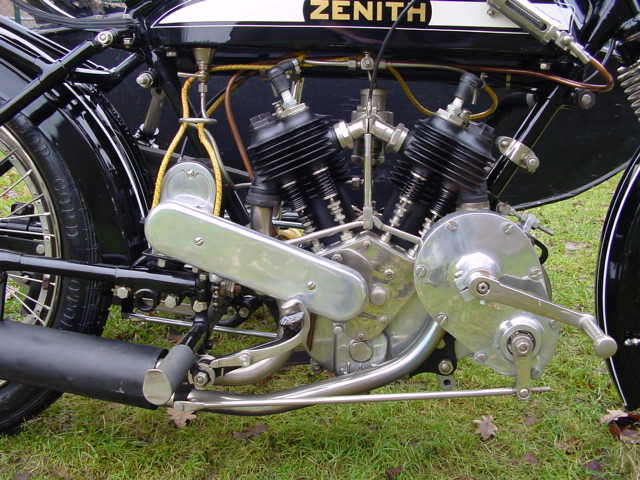
JAP 680 cc v-twin in een Zenith Gradua uit 1918
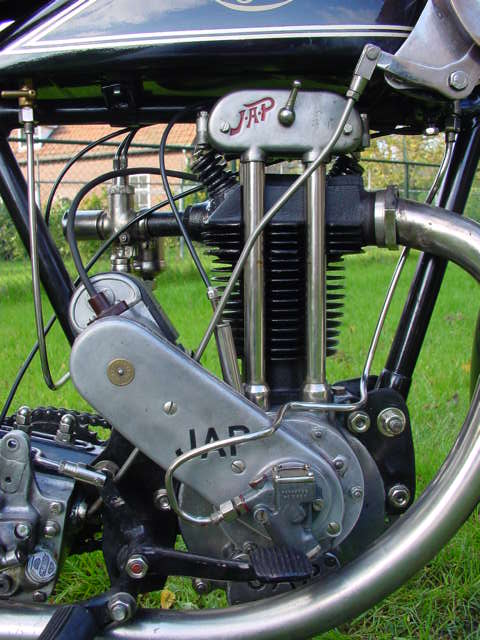
JAP 350 cc-blok in een Bayliss-Thomas uit 1927
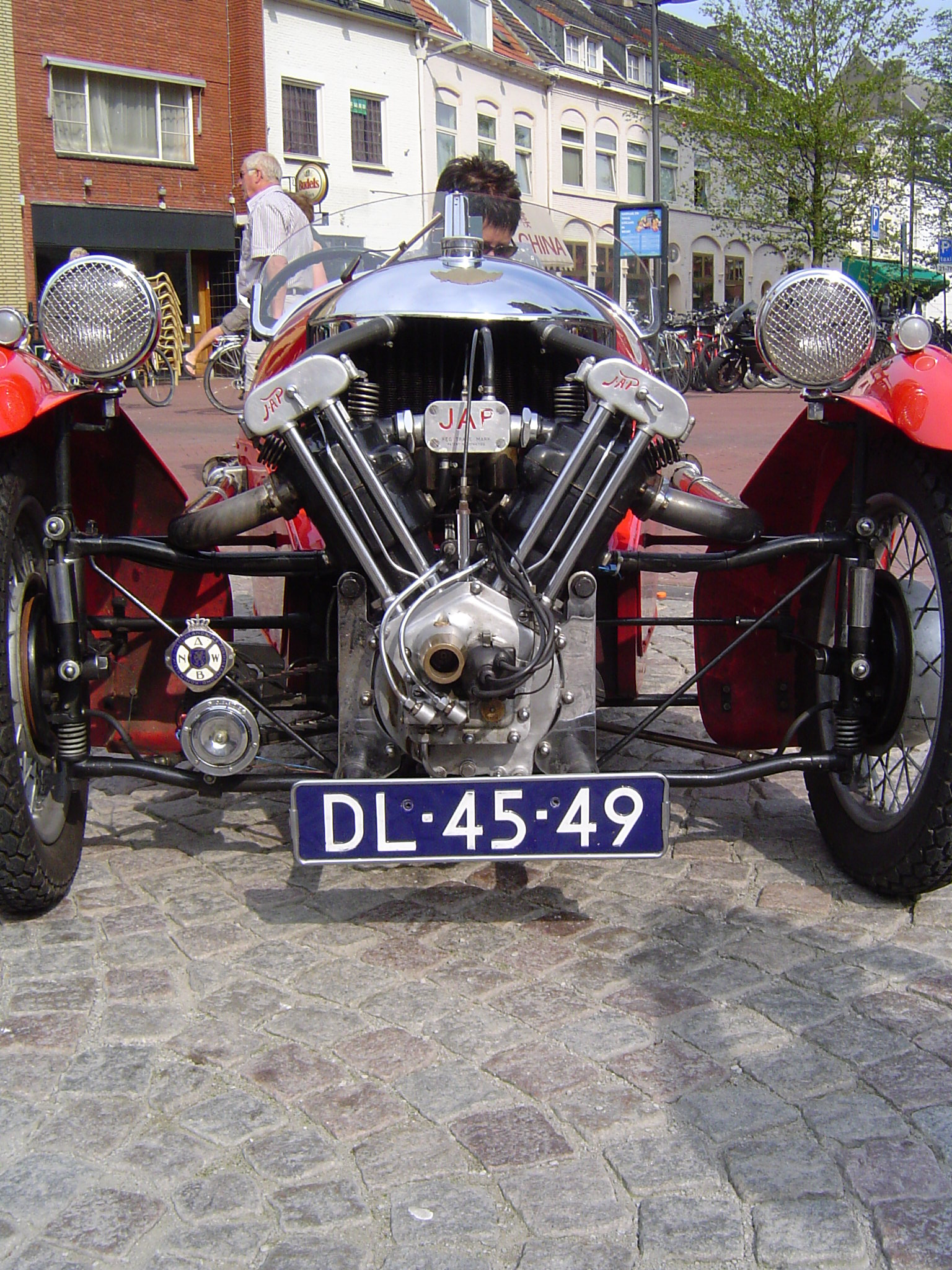
Watergekoeld JAP-motorblok in een Morgan Super Sport uit 1934
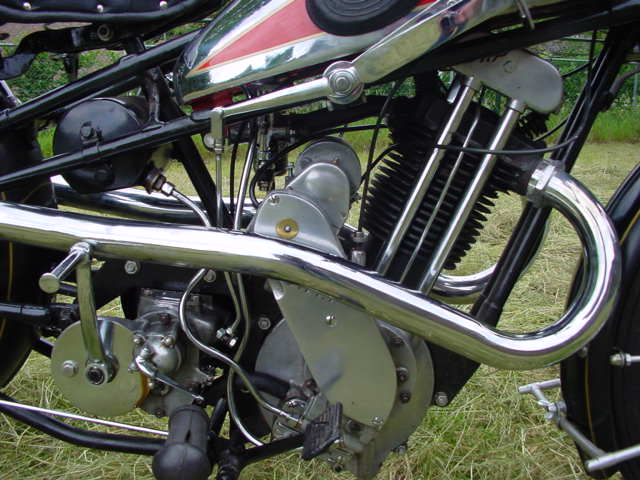
De JAP 600 cc Sloper van de Cotton 37/600 uit 1937